# Langford (Colúmbia Britânica)
Langford é uma cidade no sul da ilha de Vancouver, na província canadense da Colúmbia Britânica. Trata-se de um dos 13 municípios componentes da Região Metropolitana de Victoria e está dentro do Distrito Regional da Capital. Langford foi incorporada em 1992 e tem uma população de mais de 35 mil pessoas.